# San Diego Zoo Safari Park

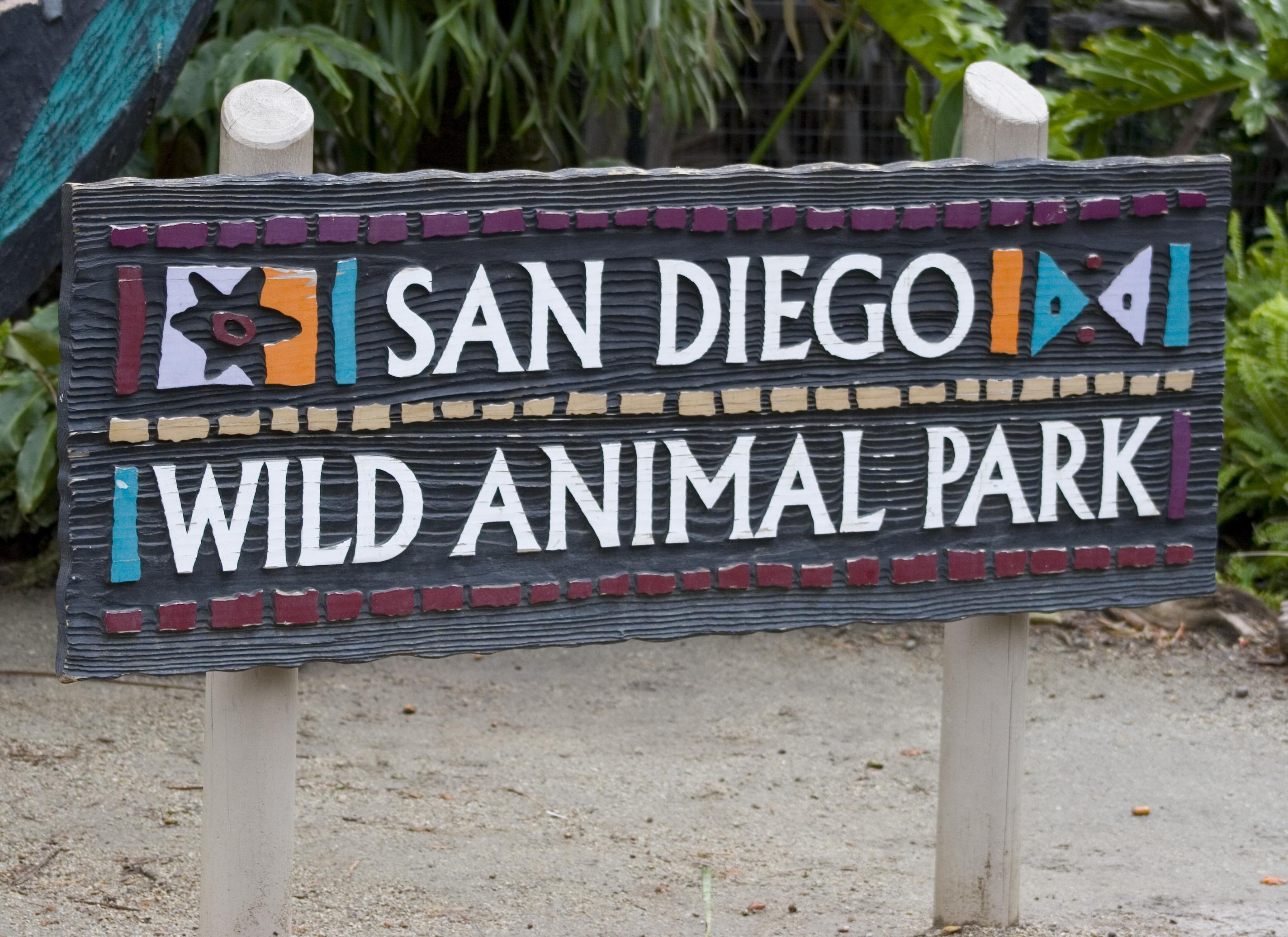
San Diego Wild Animal Park

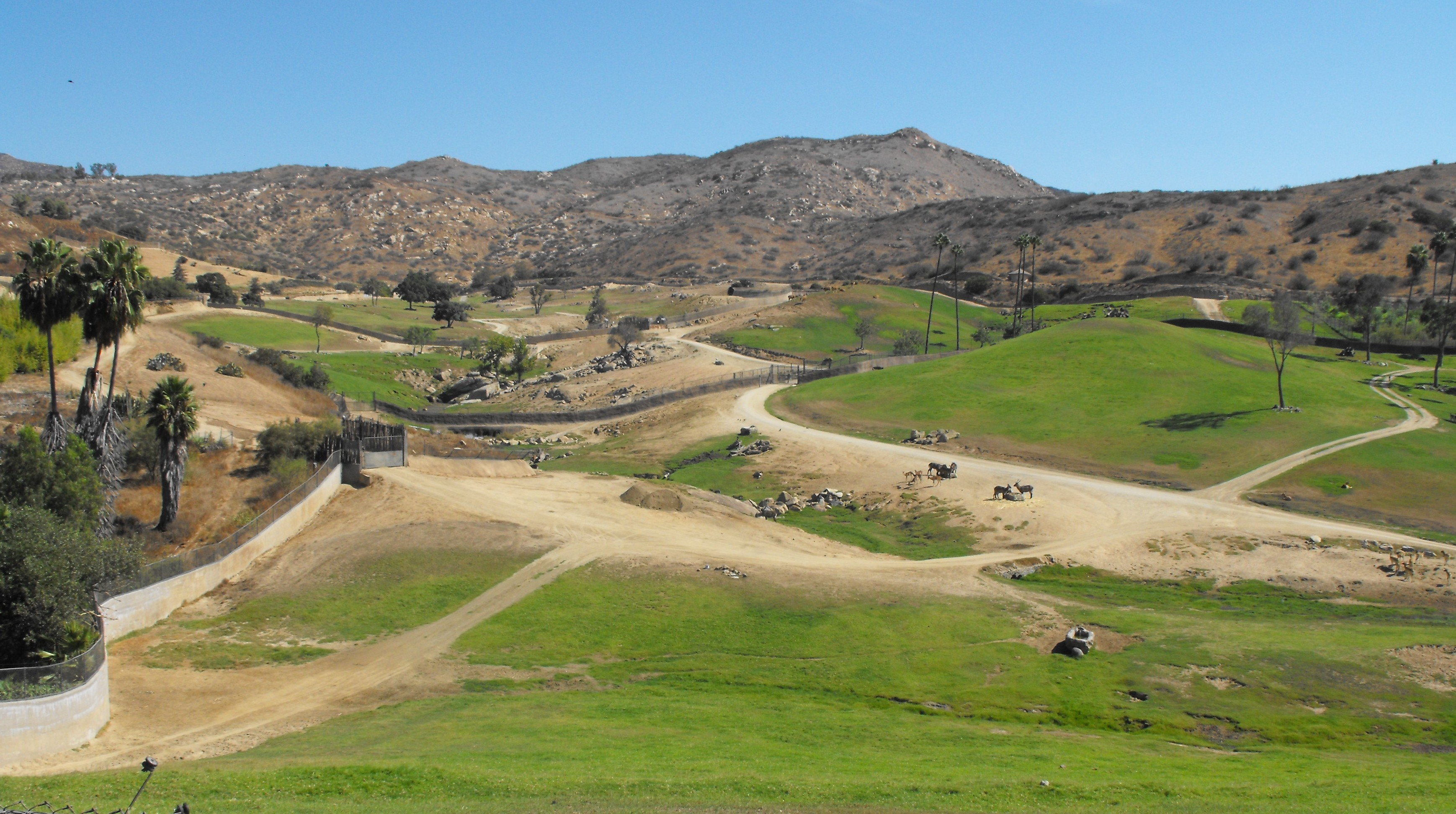
Afrikaanse vlakte met loslopende herbivoren in het park

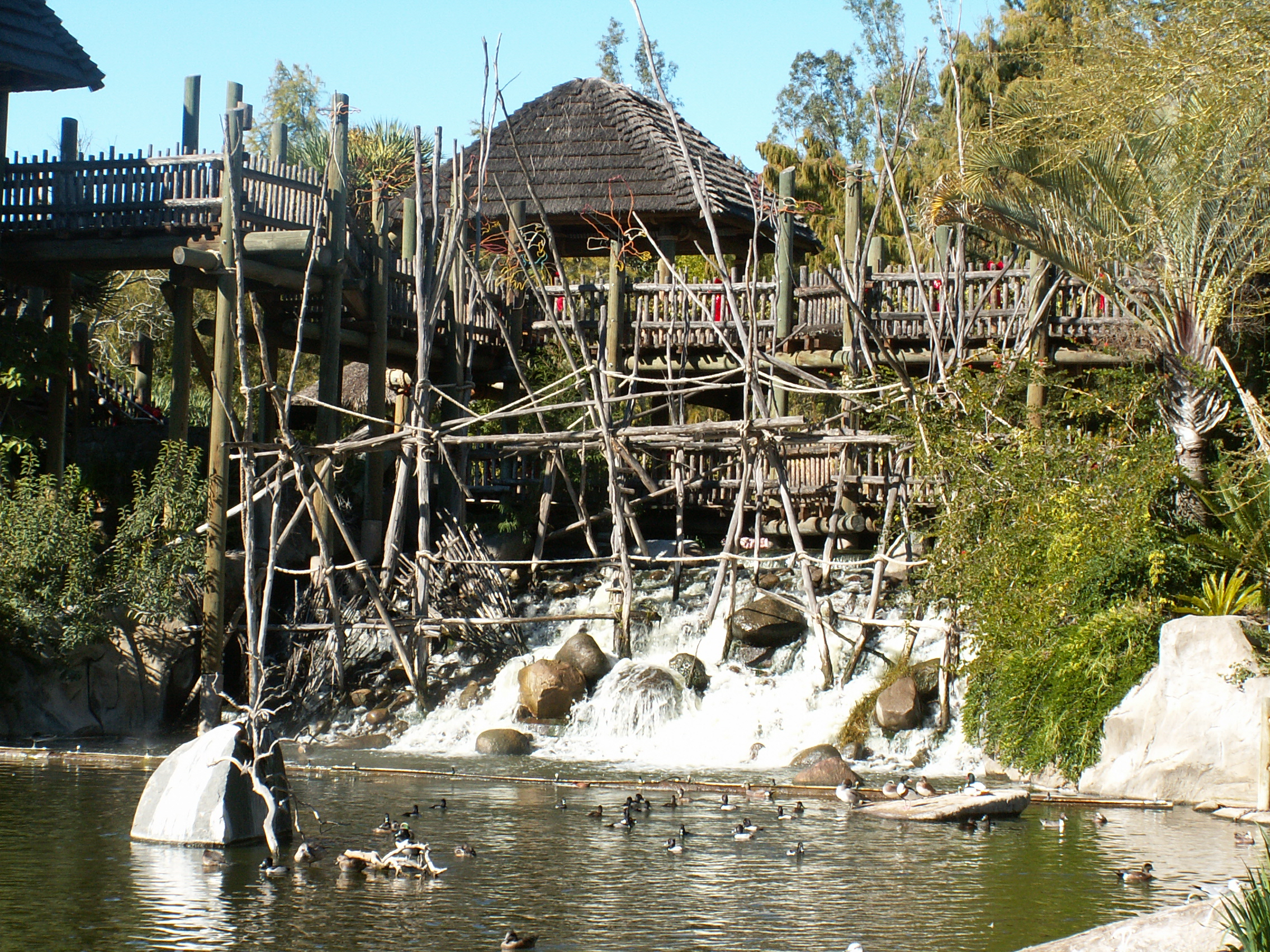
Nairobi Village, in het Wild Animal Park

San Diego Wild Animal Park is een wildpark dat gelegen is in Escondido bij San Diego (Californië).  Het opende in 1972.  Op een oppervlakte van circa 720 hectaren werden verschillende biotopen uitgewerkt, met de meeste aandacht voor de Afrikaanse natuurgebieden. Er worden zo'n 3000 dieren verzorgd, van 400 verschillende soorten.  Het park is lid van de overkoepelende Association of Zoos and Aquariums en wordt uitgebaat door de Zoological Society of San Diego, die ook de San Diego Zoo beheren.
In 2010 werd door de raad van beheer een naamswijziging goedgekeurd.  De implementatie hiervan is nog niet voltooid.  In de toekomst wordt het het San Diego Zoo Safari Park.